# 狼蜥獸屬
狼蜥獸屬（意為「亞歷山大·伊諾史特蘭采夫的」）又譯伊諾史川獸，是獸孔目麗齒獸類的一屬，化石發現於俄羅斯阿爾漢格爾斯克州北德維納河流域的Sokolki。狼蜥獸生存於2億5300萬年前的晚二疊紀。模式種是亚氏狼蜥兽I. alexandri，目前已發現幾乎完整的化石，只有少部份肋骨與所附著的脊椎骨沒有被發現。
如同其他麗齒獸類，狼蜥獸是四足動物，四肢直立於身體下方。頭顱骨長45公分，身長約3到4公尺，骨頭上有強壯肌肉附著的特徵。與其他較原始的獸孔目動物（如巴莫鱷）相比，狼蜥獸的眼窩較小，顳顬孔較大。狼蜥獸的牙齒相當大，上頜共有6個大門齒、2個犬齒、以及10個較小的後齒，而下頜有6個大門齒，與8個較小的門齒。

## 大眾文化
狼蜥獸曾出現在PlayStation的《恐龍危機2》（Dino Crisis II）遊戲。

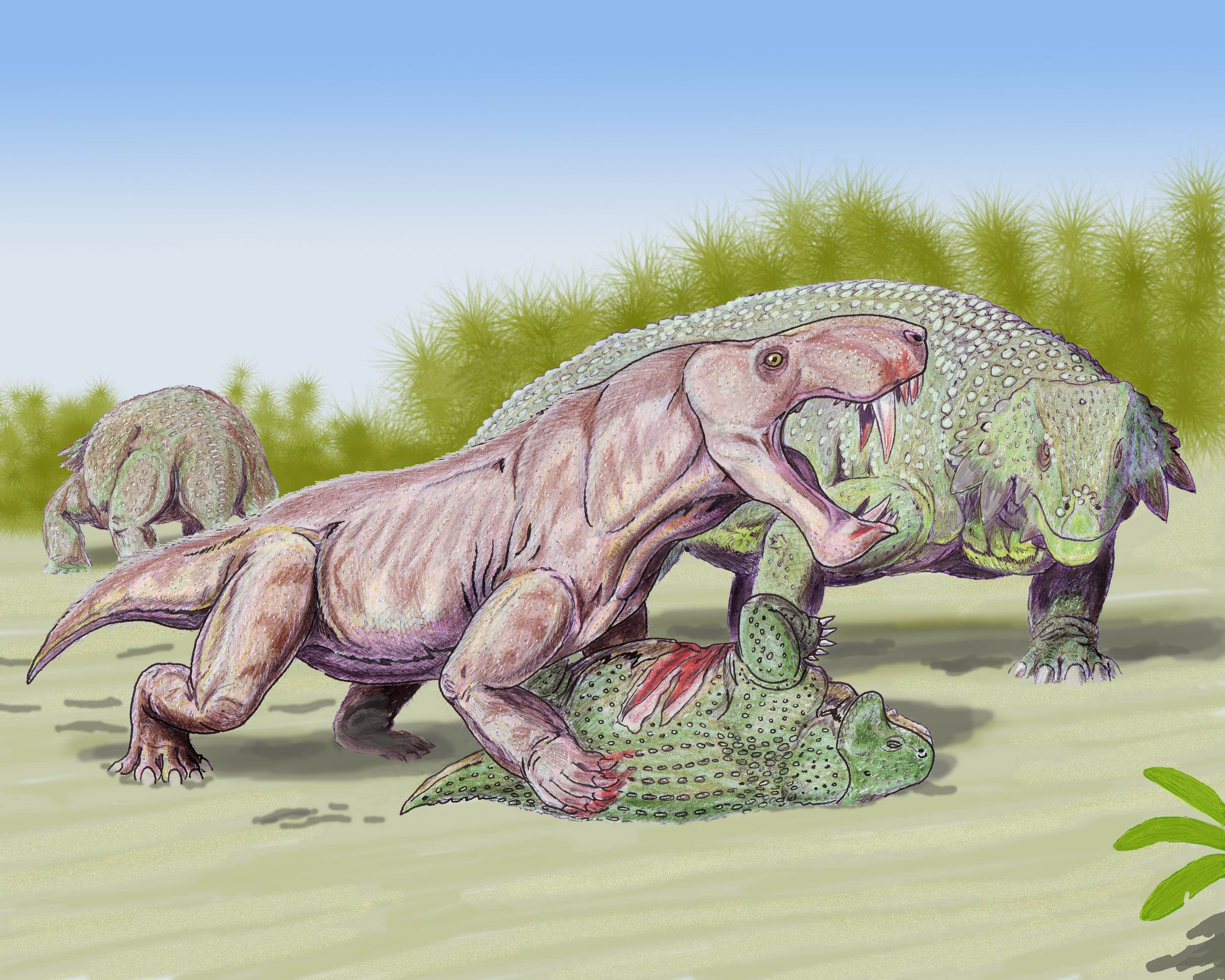
狼蜥獸攻擊一群鋸齒龍類
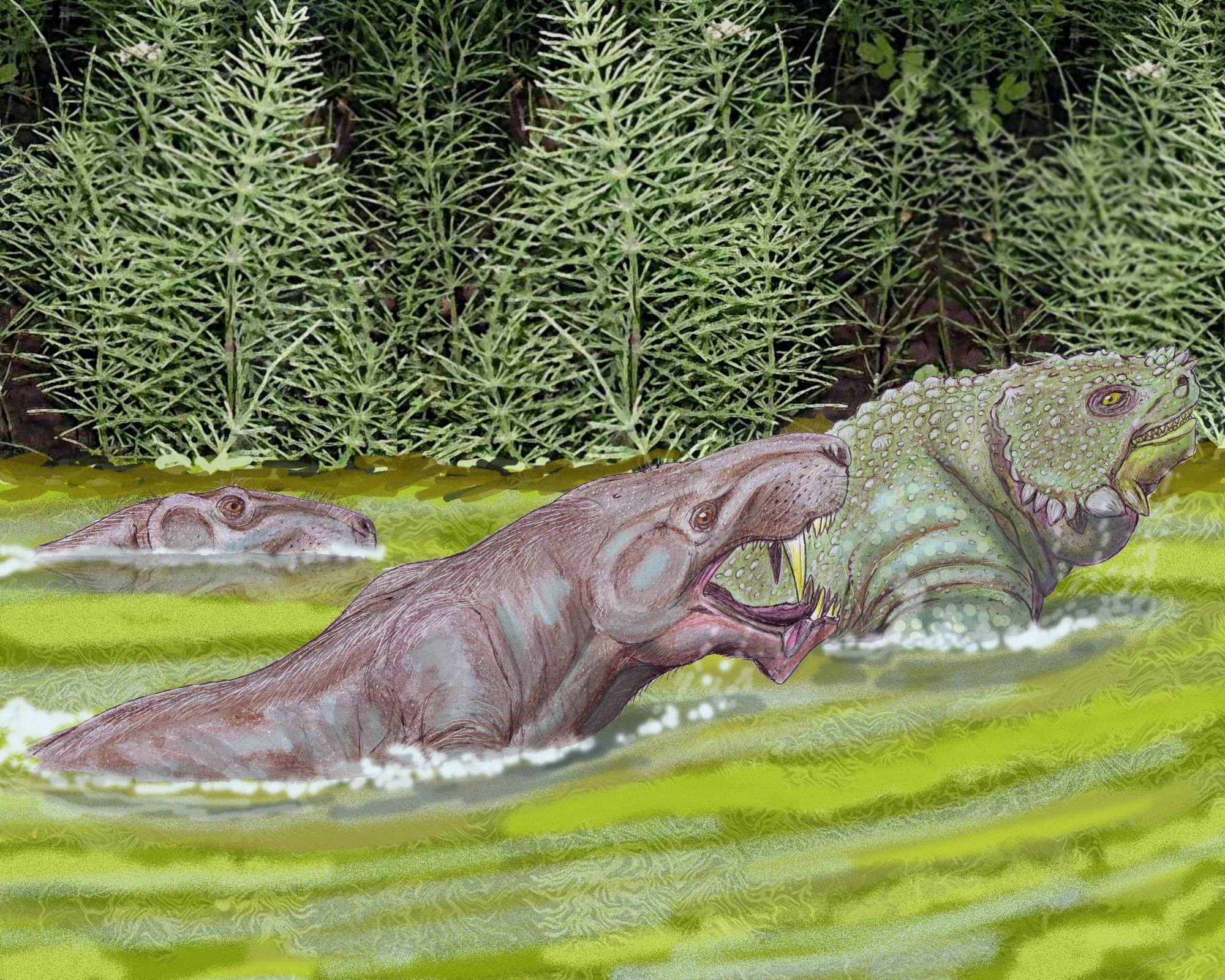
狼蜥獸攻擊渡河中的盾甲龍
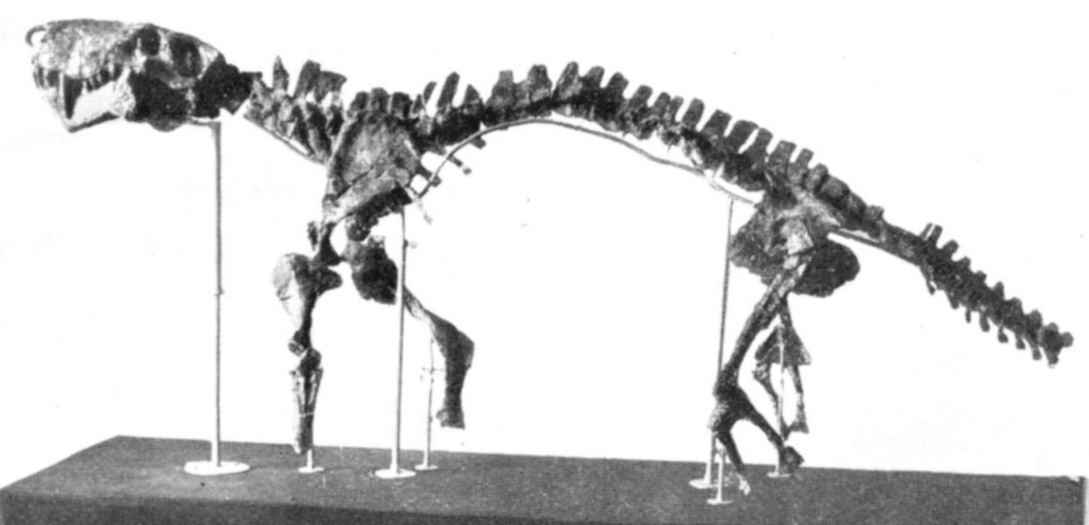
I. alexandri的骨骼模型

## 外部連結
- （德文） . （原始内容存档于2007-06-29）. page with pictures
- 狼蜥獸突擊盾甲龍
- Taxonomical Information （页面存档备份，存于）
- 勞爾·馬丁. .   [2007-07-18]. （原始内容 (鉛筆繪製)存档于2008-12-02）.